# Waldwiese

Locatie van alle hoofdkwartieren van Hitler.

Waldwiese (Nederlands: Bosweide) was een zogenaamd hoofdkwartier van Adolf Hitler in Rijnland-Palts, bij Glan-Münchweiler.
De bouw van het hoofdkwartier begon in oktober 1939, tijdens de voorbereidingen van de Slag om Frankrijk. De bouw werd, zoals de meeste militaire bouwprojecten van Nazi-Duitsland, uitgevoerd door de Organisation Todt. Rond april 1940 bestond het hoofdkwartier uit drie bunkers en een barak voor militair personeel. In het nabijgelegen dorp Bettenhausen bevond zich een uitkijktoren.
Het hoofdkwartier is nooit door Hitler bezocht en heeft ook niet dienstgedaan voor andere personen of eenheden. In april 1945 bereikte de Amerikaanse 76e Infanteriedivisie het hoofdkwartier. Het werd zonder slag of stoot veroverd. Een jaar later werden de gebouwen vernietigd door de Amerikaanse genie. De restanten zouden worden gebruikt voor de bouw van nieuwe huizen in Duitsland.
Adlerhorst ·
Anlage Mitte ·
Anlage Süd ·
Bärenhöhle ·
Felsennest ·
Siegfried ·
Tannenberg ·
Waldwiese ·
Wasserburg ·
Werwolf ·
Wolfsschanze ·
Wolfsschlucht I ·
Wolfsschlucht II

Andere verblijfsplaatsen van Adolf Hitler: Berghof ·
Rijkskanselarij (met Führerbunker)